# Omphale semiflavifrons
Omphale semiflavifrons är en stekelart som först beskrevs av Girault 1913.  Omphale semiflavifrons ingår i släktet Omphale och familjen finglanssteklar. Inga underarter finns listade i Catalogue of Life.